# Hyargas
Hyargas (mongoliska: Хяргас Сум, Хяргас) är ett distrikt i Mongoliet.   Det ligger i provinsen Uvs, i den västra delen av landet, 1 000 km väster om huvudstaden Ulaanbaatar.